# Nishada syntomioides
Nishada syntomioides är en fjärilsart som beskrevs av Walker 1862. Nishada syntomioides ingår i släktet Nishada och familjen björnspinnare. Inga underarter finns listade i Catalogue of Life.